# Domenico Vicini
Domenico Vicini (* 1. September 1971 in Finale Ligure) ist ein san-marinesischer Tennisspieler.

## Leben
Vicini spielt von 1993 bis 2019 für die san-marinesische Davis-Cup-Mannschaft. In dieser Zeit bestritt er 76 Einzel sowie 65 Doppelpartien in insgesamt 92 Begegnungen. Er ist damit der Spieler mit den meisten bestrittenen Begegnungen im Davis Cup.
Seinen größten Erfolg außerhalb des Davis-Cup-Teams hatte er 2008 beim Challenger-Turnier von Genua. Dort erreichte er an der Seite von Stefano Galvani das Doppelfinale.

## Erfolge
| Legende (Anzahl der Siege)                       |
| Grand Slam                                       |
| Tennis Masters Cup ATP World Tour Finals         |
| ATP Masters Series ATP World Tour Masters 1000   |
| ATP International Series Gold ATP World Tour 500 |
| ATP International Series ATP World Tour 250      |
| ATP Challenger Series (1)                        |

### Doppel

#### Turniersiege
| Nr. | Datum             | Turnier | Belag | Partner         | Finalgegner                   | Ergebnis  |
| --- | ----------------- | ------- | ----- | --------------- | ----------------------------- | --------- |
| 1.  | 6. September 2008 | Genua   | Sand  | Stefano Galvani | Gianluca Naso Walter Trusendi | 2:6, 6:72 |